# فاندرواغن (نيو مكسيكو)
فاندرواغن (بالإنجليزية: Vanderwagen, New Mexico)‏ هي منطقة سكنية تقع في الولايات المتحدة في مقاطعة ماككينلي، نيومكسيكو.  يقدر عدد سكانها   وترتفع عن سطح البحر 2,179.04 متر.